# Bazordan
Bazordan é uma comuna francesa na região administrativa de Occitânia, no departamento dos Altos Pirenéus. Estende-se por uma área de 9,22 km², Em 2010 a comuna tinha 113 habitantes (densidade: 12,3 hab./km²)..